# Норт-Хиро (Вермонт)
Норт-Хи́ро (англ. North Hero) — маленький городок и административный центр округа Гранд-Айл штата Вермонт.
Население — 810 человек (2000), из них 97,53 % — белые. 21,9 % жителей младше 18 лет, 12,3 % — старше 65 лет. 9,0 % живут за чертой бедности. В городке количество мужчин превышает число женщин (100:101,5).
Муниципалитет Норт-Хиро расположен на одноимённом острове озера Шамплейн. Площадь — 120,6 км², из них земли — 35,6 км² (29,5%). Часть острова занимает государственный парк.